# Vrtba (Adelsgeschlecht)

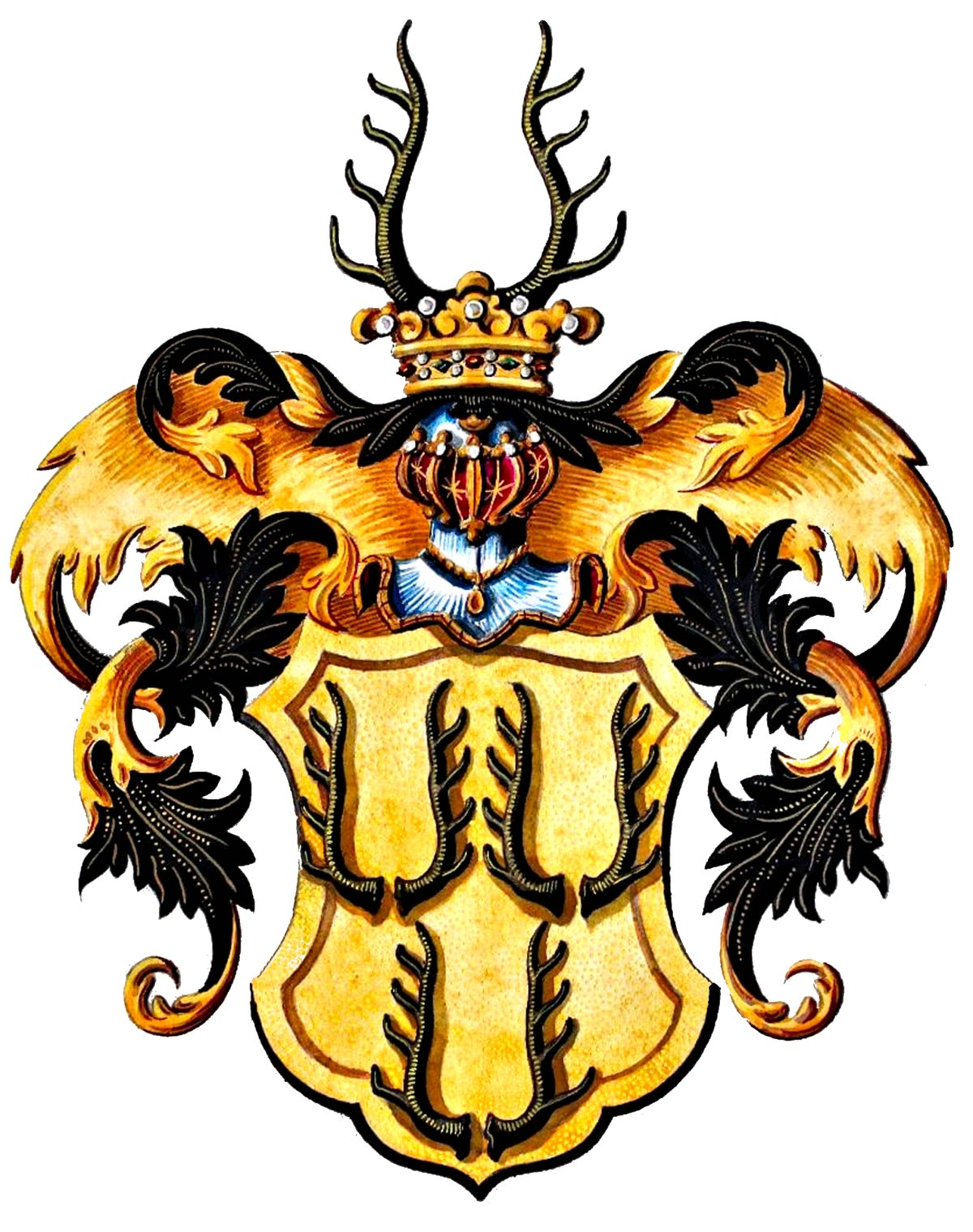
Wappen derer von Wrtby (Vrtba), Aquarell 1864

Die Herren, ab 1624 Grafen, von Vrtba (auch Wrtba oder Wrtby, tschechisch Vrtbové, z Vrtby, z Vrtbů) waren ein altes böhmisches Adelsgeschlecht, das erstmals im 14. Jahrhundert erwähnt wurde. Sie stammten aus der Sippe der Hroznatowci, den Nachkommen des Gaugrafen Hroznata von Ovenec (* um 1160; † 1217 in der Zwingburg Kinsberg bei Eger), Stifter des Klosters Chotieschau bei Pilsen (Plzeň) und des Stifts Tepl bei Eger (Cheb) in Westböhmen.

## Geschichte
Die Stammreihe des Geschlechts beginnt 1464 mit Hroznata von Wtrby, Herr auf Wrtwo (Wrtba) bei Manetin. Den Vrtba gehörten unter anderem die namensgebende Burg Vtrba bei Ober Biela (Horni Biela) im heutigen Bezirk Pilsen-Nord und mit mehr oder weniger langer Dauer Krašovice (Krusovice), Nekmíř bei Pilsen, Klenovice (Burg Klenova), Jindřichovice (Heinrichsgrün), Hodětice, Třebomyslice (Trebomislitz), Rothradek (Czerweny Hradek – Borek, Rothenhaus) in westlichen Erzgebirge, Žinkovy (Zinkau), Švamberk (Schwanberg), Gutštejn (Burg Guttenstein), Schloss Konopiště (Konopischt), Votice (Wotitz), Mrač bei Beneschau, Kosova Hora (Amschelberg), Křimice (Krzimicz, Krimitsch), Všemyslice bei Budweis, Míkovice bei Kralup an der Moldau, Voračice und Nusle, ein Stadtteil von Prag.

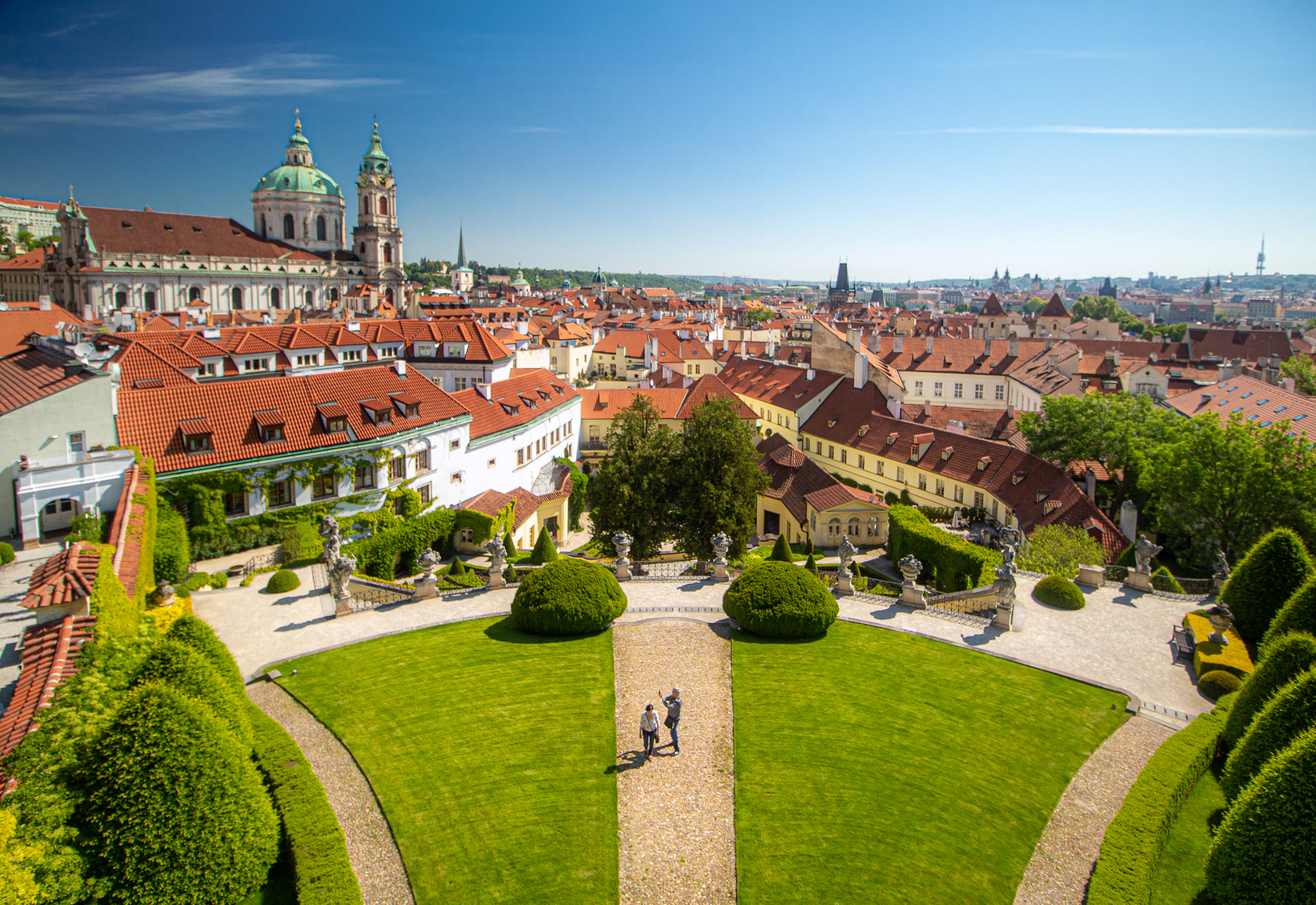
Palais Vrtba in Prag

Der Aufstieg der Vrtba begann im 16. Jahrhundert und beschleunigte sich nach dem Sieg der römisch-katholischen Habsburger in der Schlacht am Weißen Berg am 8. November 1620 über die evangelisch-lutherischen, aufständischen Stände. Als treuer Parteigänger der Habsburger wurde Sezima von Vrtba (1578–1648) am 20. Dezember 1624 in den böhmischen Grafenstand erhoben. Die Vrtba vergrößerten in den Folgejahren ihr Vermögen vor allem durch günstige Ankäufe von konfiszierten Ländereien und Immobilien. So ließ sich Sezima von Vrtba in den Jahren 1627–1631 das Palais Vrtba in Prag bauen.
Die Familie starb im Mannesstamm in der ersten Hälfte des 19. Jahrhunderts aus, ein Zweig im Jahre 1807 mit Graf Franz Adam von Wrtby auf Wotitz (Votice), dessen Erbe Franz Graf Wratislaw von Mitrowitz wurde, der andere im Jahre 1830 mit Graf Franz Joseph von Wrtby auf Konopischt (Konopiste), dessen Erbe an Fürst Johann Karl von Lobkowicz fiel.

## Wappen
Das Wappenbild zeigt in Silber, bzw. ab 1624 in Gold, drei (2,1) rote Hirschgeweihe. Auf gekröntem Helm mit rot-silbernen bzw. rot-goldenen Decken ein rotes Hirschgeweih mit Grind. Durch die Tingierung des Gestänges unterscheiden sich die Nachkommenslinien der Vrtby: die Bilsky von Biela mit blau in Gold, die Krasykov mit schwarzgrau in Silber, und die Grafen Hroznata von Guttenstein mit schwarz in Gold. Die Stadt Tepl (Teplá) und das Stift Tepl führen in Erinnerung an den Gaugrafen Hroznata von Ovenec die drei Hirschgeweihe in ihren Wappen, ebenso der Ort Chotieschau (Chotěšov) bei Pilsen mit dem ehemaligen Kloster Chotěšov.

## Bekannte Angehörige des Geschlechts
- Sezima Johann von Wrtba (Sezima z Vrtby) (* 1578; † 6. März 1648) war ein Bekenner des katholischen Glauben. Er kaufte im Jahre 1622 die Herrschaft Wotitz bei Beneschau, errichtete in der Kirche der Franziskaner in Wotitz eine Grablege seiner Familie und ließ in Erinnerung an den Stammvater des Geschlecht Vrtby, den Gaugrafen Hroznata von Ovenec, ein legendenhaft verklärtes Bild desselben am Hochaltar der Kirche anbringen. Am 20. Dezember 1624 wurde er mit Diplom in Wien in den böhmischen Grafenstand erhoben, war in seiner Laufbahn Obersthoflehenrichter, Landhofmeister, Hofkammerpräsident und ab 1644 Oberstkämmerer im Königreich Böhmen, wurde Herr auf Roth-Hradek, Amschelberg (Kosova Hora) und Janowicz (Schloss Vrchotovy Janovice) bei Beneschau und ließ in den Jahren 1627 bis 1631 das Palais Vrtba (Vrtbovský palác) in der Prager Kleinseite errichten. Er war dreimal verheiratet. Sein älterer Sohn aus der dritten Ehe (mit Barbara Eusebia Borsita von Martinitz), Graf Johann Franz von Wrtba (1631–1678), war der Begründer der älteren Linie auf Konopischt; dessen jüngerer Bruder, Graf Ferdinand Franz von Wrtba (1636–1712), begründete die jüngere Linie auf Wotitz.

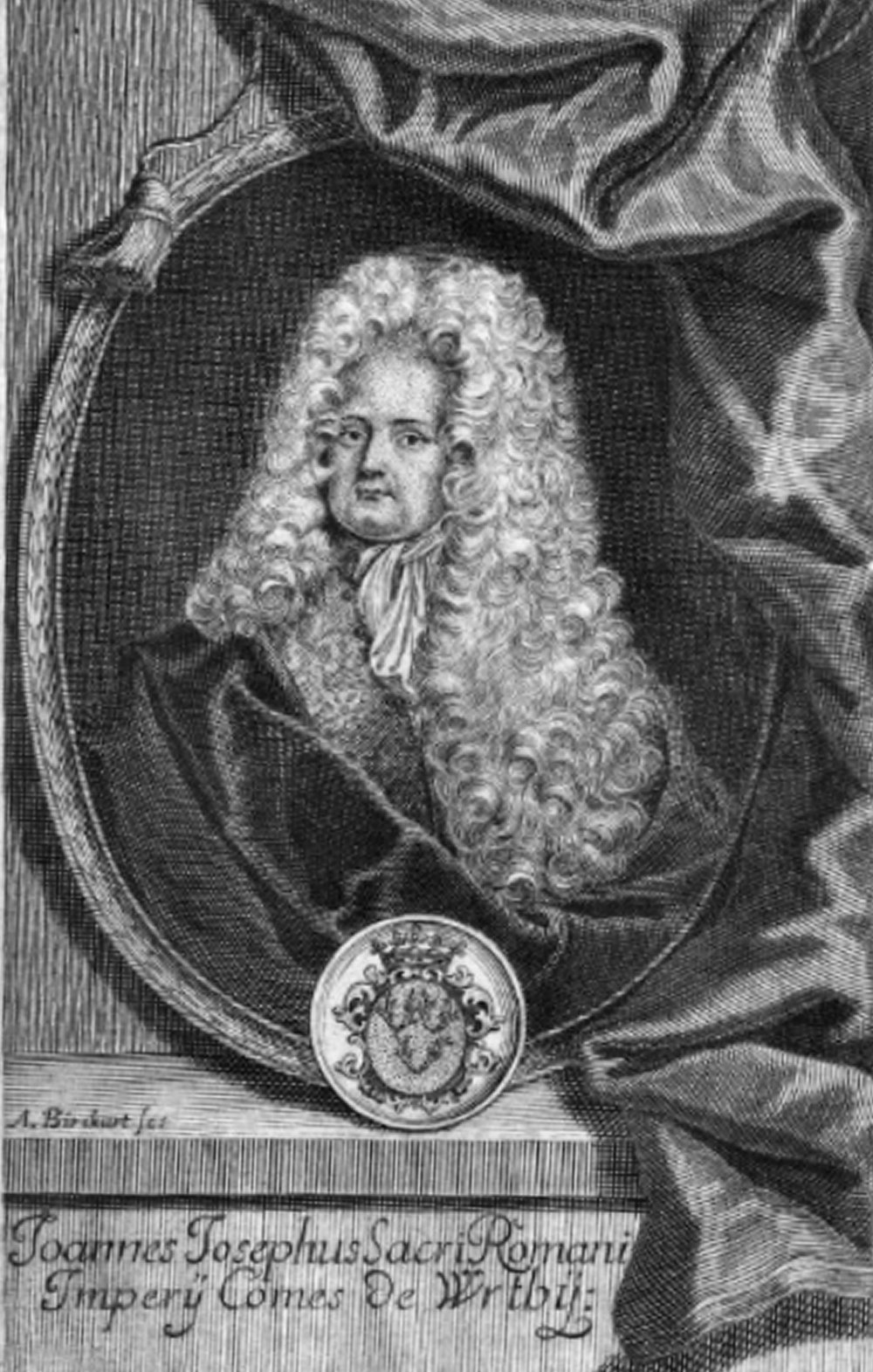
Johann Joseph der Ältere von Wrtby

- Johann Joseph (der Ältere) von Wrtby (Jan Josef z Vrtby) (* 1669; † 14. September 1734), ein Enkel des Sezima Johann von Wrtby, seit 1715 auf Konopischt, war k.k. Geheimrat, Ritter des Ordens von Goldenen Vlies, ab 1725 erblicher Oberst-Erbland-Schatzmeister im Königreich Böhmen, Appelationspräsident, sowie 1712 bis 1734 Oberstburggraf in Prag. Mit päpstlicher Dispens ehelichte er seine Nichte Susanne Antonia von Heussenstamm, Tochter der Maria Franziska von Wirtby, verehelichte Heussenstamm zu Heissenstein auf Burg Bösig. Johann Joseph d. Ä. von Wrtby ließ den Vrtba-Garten (Vrtbovská zahrada) in Prag anlegen.
- Franz Wenzel (der Ältere) von Wrtby (František Václav z Vrtby) (* 1670; † 20. September 1750) war Kammerherr des Kurfürsten Karl Albrecht von Bayern und anschließend Oberstlandrichter, als dieser Kaiser Karl VII. wurde. Er war zweimal verheiratet, hatte zwei Söhne, ansässig unter anderem auf Konopischt, und eine Tochter.
- Franz Joseph von Wrtby aus der älteren Linie auf Konopischt (* 1759; † 27. August 1830 auf Krzimicz (Krimice)), bestattet in Vejprnice, war Ritter des Toskanischen Stephanordens, k.k. Geheimrat, Oberstlandmarschall und Oberst-Erbland-Schatzmeister im Königreich Böhmen. Als Mitbegründer des „Vereins zur Beförderung der Tonkunst in Böhmen“, aus welchem im Jahre 1808 das Konservatorium Prag hervorging, förderte er bis zu seinem Tod auch dieses. Unverehelicht setzte er den k.k. Kämmerer und Oberstwachtmeister Fürst Johann von Lobkowitz (1799–1878) zum Erben von Konopischt (Konopiště), Krzimicz (Křimice), Teinitz an der Sasau (Týnec nad Sázavou), Nekmr und Zinkau ein.